# Muggendorf (Dolna Austria)
Muggendorf – gmina w Austrii, w kraju związkowym Dolna Austria, w powiecie Wiener Neustadt-Land. Według Austriackiego Urzędu Statystycznego liczyła 513 mieszkańców (1 stycznia 2014).